# Einhard
Opat Einhard, poznat i kao Eginhard ili Einhart (oko 775. – 14. ožujka 840., Seligenstadt, Njemačka)  bio je redovnik,  franački povjesničar i biograf Karla Velikog.
Napisao je brojne radove od kojih su najpoznatiji oni koje je napisao na zahtjev Karlovog sina i nasljednika Ludovika I. Pobožnog.
Biografija Karla Velikog Vita Karoli Magni ili «Život Karla Velikog», nastala oko 817. – 830., danas je najvažniji izvor podataka o Karlovom životu i karakteru, s podacima iz carskih ljetopisa.
Einhardov književni uzor bilo je djelo rimskog povjesničara Svetonija, "Životi Rimskih Careva".
Biografija je prvenstveno napisana u slavu Karla Velikog, Einhard je pritom zanemario poneki neugodni detalj dok je druge preuveličao- primjerice, da je Karlo bio iznimne visine. Ipak, u usporedbi s drugim izvorima, ova biografija predstavlja jedan od najtočnijih dokumenata tadašnjeg vremena.
Einhard je bio porijeklom iz istočnog dijela franačkog kraljevstva, iz kraja u kojem se još uvijek govori njemački.
Obrazovan je u samostanu Fulda, jednome od najnaprednijih centara franačke znanosti i umjetnosti.
Einhard je postao članom Karlovog dvora 791.  ili 792.  godine. 
Kralj je aktivno okupljao učenjake oko sebe te je uspostavio carsku školu predvođenu sjevernoumbrijskim učenjakom Alcuinom.
Obzirom na Einhardovo znanje o konstrukciji i građevinarstvu, Karlo ga je postavio na čelo radova složenih carskih rezidencija poput onih u Aachenu i Ingelheimu.
Premda je Einhard bio blizak s Karlom, za njegovog života nije ušao u službu na dvoru. Nakon Karlove smrti 814.  godine, Einhard je postao osobni tajnik Karlovog sina Ludovika I. Pobožnog. Napustio je službu tijekom razdoblja nesuglasica između Ludovika i njegovih sinova, u proljeće 830.  godine.

## Unutarnje poveznice
- Ljudevitov ustanak

## Vanjske poveznice
- Vita Karoli Magni – Einhardov Život Karla Velikog, latinski.
- Life of Charlemagne  Arhivirana inačica izvorne stranice od 14. svibnja 2008. (Wayback Machine) -- Einhardov Život Karla Velikog, engleski prijevod iz 19. stoljeća.